# Przekładnia elektryczna
Przekładnia elektryczna – przekładnia składająca się z prądnicy, silnika elektrycznego oraz układu regulacji.

## Konstrukcja pierwsza
Energia mechaniczna dostarczana do prądnicy zamieniana jest na prąd elektryczny podlegający regulacji, dalej przekształcony na energię mechaniczną w silniku elektrycznym. Takie przekładnie elektryczne stosowane są w nowoczesnych pojazdach z napędem hybrydowym i rekuperacją energii.

## Konstrukcja druga
Energia elektryczna dostarczana jest od silnika elektrycznego, połączonego mechanicznie z prądnicą, która wytwarza napięcie elektryczne. Takie przekładnie elektryczne stosowane są w starszych rozwiązaniach spawarek elektrycznych (beztransformatorowych).

## Zastosowanie
Przekładnia elektryczna jest podstawowym typem używanym w lokomotywach spalinowych. Większość lokomotyw napędzanych silnikami spalinowymi wytwarza najpierw prąd elektryczny, najczęściej stały, który dopiero potem wykorzystywany jest do napędzania elektrycznych silników trakcyjnych. To rozwiązanie jest tak dobre, że stosowane jest powszechnie także w najnowszych pojazdach, w Polsce jest to lokomotywa jeżdżąca w barwach spółki Lotos Kolej: Bombardier Traxx DE z roku 2010.